# Gudeya Bila
Gudeya Bila est un woreda de l'ouest de l'Éthiopie situé dans la zone Misraq Welega de la région Oromia. Il reprend la partie nord de l'ancien woreda Bila Seyo et compte 54 744 habitants en 2007.

## Origine et nom
Le woreda Gudeya Bila et son voisin Gobu Seyo se partagent le territoire de l'ancien woreda Bila Seyo au plus tard en 2007,.
Selon d'autres sources, le woreda Gudeya Bila conserve le nom « Bila Seyo » mais avec un territoire réduit du fait du détachement de Gobu Seyo,.

## Situation
Limitrophe des zones Horo Guduru Welega et Mirab Shewa, le woreda est bordé dans la zone Misraq Welega par Gobu Seyo, Sibu Sire et Guto Gida.
Ses principales agglomérations, Jere et Bila, se trouvent dans le sud-est du woreda, une quinzaine de kilomètres au nord de la route principale Nekemte-Ambo-Addis-Abeba,,.

## Population
Au recensement national de 2007, la population du woreda Gudeya Bila atteint 54 744 habitants dont 11 % de citadins. La principale agglomération recensée est Jere qui a 4 064 habitants suivie par Bila avec 1 766 habitants.
Environ 49 % des habitants sont protestants, 40 % sont orthodoxes, 8 % sont de religions traditionnelles africaines et 2 % sont musulmans.
En 2022, sa population est estimée à 80 484 personnes avec une densité de population de 120 personnes par km2 et 669 km2 de superficie.